# Charge dirigée légère et lourde 96
Charge dirigée légère 96 et Charge dirigée lourde 96 en abréviation militaire ch dir L 96 et ch dir ld 96 sont deux versions du même modèle de mine terrestre à charge dirigée suisse, s'inspirant de la mine à charge dirigée américaine M18A1 Claymore.

## Description

### Charge dirigée légère 96 (ch dir L 96)
Charge dirigée de type antipersonnel envoyant 920 billes d'acier de 0,7 g dans un arc de cercle de 60°, à raison de 4 billes par m² à 50 m, contre des buts non blindés. Est déclenchée à distance par un observateur. Peut être posée sur le sol ou fixée (arbre, etc.), camouflée ou non. Poids total: 2,9 kg, dont 1,45 kg d'explosif. Anciennement appelée mine antipersonnel à action horizontale 90, avant l'interdiction du fil-traquenard, à la suite de la signature du traité d'Ottawa sur l'interdiction des mines antipersonnel par la Suisse.

### Charge dirigée lourde 96 (ch dir ld 96)
Charge dirigée de type antimatériel envoyant 1 200 éclats d'acier de 5 g dans un arc de cercle de 60°, à raison de 2 éclats par m² à 150 m. Est déclenchée à distance par un observateur. Peut être posée sur le sol ou fixée (arbre, etc.), camouflée ou non. Poids total: 20 kg, dont 9,5 kg d'explosif. Anciennement appelée mine à éclats à action horizontale 90, avant l'interdiction du fil-traquenard à la suite de la signature du traité d'Ottawa sur l'interdiction des mines antipersonnel par la Suisse.